# سليمان بن بريدة
سليمان بن بريدة (15 هـ/637م - 105 هـ/723م)، تابعي، وأحد رواة الحديث النبوي، وقاضي مرو.

## سيرته
هو ابن الصحابي بريدة بن الحصيب الأسلميّ، ولد سنه 15 هـ علَى عهد عمر بن الخطاب، و كان هو وأخوه عبد الله بن بريدة توأمان، وهو أكبر من أخيه، قد كان سفيان بن عيينة يفضله على عبد الله بن بريدة في الحديث. سكن مرو، وكان قاضيها، مات سنة 105 هـ، وله تسعون عاما.

## روايته للحديث النبوي
- روى عن: أَبِيهِ بريدة بن الحصيب الأَسلميّ، وعمران بن حصين، ويحيى بن يعمر، وعائشة بنت أبي بكر.
- روى عنه: أَبُو سنان ضرار بْن مرة الشيباني، وعبد الله بن عطاء، وعلقمة بن مرثد، وعيلان بن جامع، والقاسم بْن مخيمر، وقعنب التميمي، ومحارب بن دثار، ومحمد بْن جحادة، ومحمد بن شيبَة بْن نعامة، ومحمد بْن عَبْد الرَّحْمَنِ أحد شيوخ بقية بن الوليد، ويزيد النحوي.[3]
- الجرح والتعديل: قال وكيع بن الجراح: «يقولون إن سُلَيْمان بْن بريدة كان أصح حديثًا وأوثق من عَبد اللَّهِ بْن بريدة»،[4] وكذلك قال أحمد بن حنبل، ووثّقه يحيى بن معين وأبو حاتم الرازي، روى له الجماعة سوى البخاري.[3]